# Golfo de Ancud

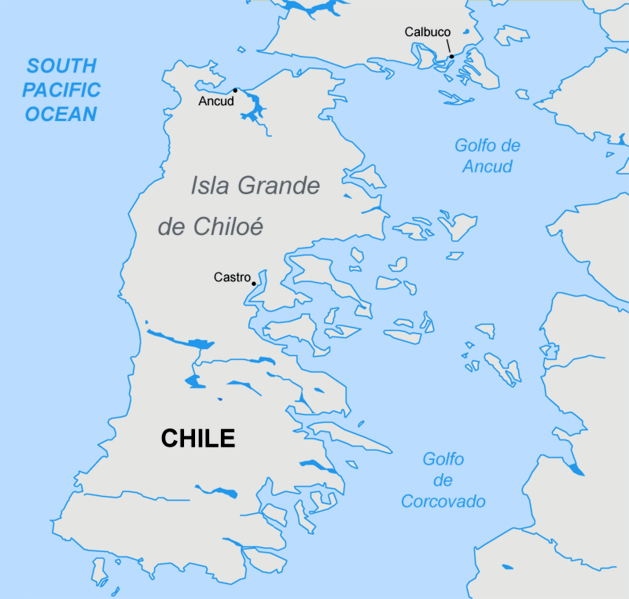
Mapa da ilha de Chiloé e golfo de Ancud

O golfo de Ancud (em castelhano:  Golfo de Ancud) é um grande golfo que separa a ilha de Chiloé da parte continental do Chile. Situa-se a norte do golfo de Corcovado.